# Bródy 60
A Bródy 60 egy 2006-os magyar koncertfilm, melyet a Duna Televízió Bródy János a Madách Színházban rendezett 60. születésnapi koncertjén, 2006. április 16-án készített. A gálán a zenész mellett a színház Volt egyszer egy csapat című produkciójának (melynek magyar szövegeit Bródy szerezte) színészei vettek részt. A Bródy-dalokat Kocsák Tibor hangszerelte újra, ki a koncert karmestere és zenei vezetője is volt. A műsorvezetők Nagy György és lánya, Székely Nagy Katalin voltak. A filmfelvételt Gyöngyösi Szabolcs rendezte, a Duna Televízió sugározta, majd az Europa Records gondozásában jelent meg DVD-n.

## Dalok
Minden dal szövegét Bródy János írta, a zeneszerző, ahol nincs jelölve, szintén Bródy János.
| Dal                                    | Előadó(k)                      |
| -------------------------------------- | ------------------------------ |
| Kocsák Tibor: Nyitány                  | Madách Színház Zenekara        |
| Nem történt semmi                      | színészek                      |
| Filléres emlékeim                      | Gallusz Nikolett               |
| Hungarian Blues                        | Feke Pál                       |
| Mama kérlek                            | Polyák Lilla                   |
| Maszkabál                              | Miller Zoltán                  |
| Légy hű magadhoz                       | Vágó Zsuzsi                    |
| Santa Monica                           | Nagy Sándor                    |
| Személyi igazolvány                    | Madách Színház Musical Kórusa  |
| Bordódi Kristóf                        | Mahó Andrea                    |
| Engedd, hogy szabad legyek             | Gallusz Nikolett és Feke Pál   |
| Művészbejáró                           | Barát Attila                   |
| Kockázatok és mellékhatások            | Krassy Renáta és Miller Zoltán |
| Haggyá’ má’ békibe’                    | Serbán Attila                  |
| Szabadnak születtél                    | Mahó Andrea és Nagy Sándor     |
| Meg kéne kapaszkodni                   | Vágó Zsuzsi és Serbán Attila   |
| Hová tűntek                            | Polyák Lilla és Barát Attila   |
| Hej tulipán                            | színészek                      |
| Mindannyian mások vagyunk              | színészek                      |
| Andrew Lloyd Webber: Más lesz a holnap | Krassy Renáta                  |
| Boldog születésnapot                   | színészek                      |
| Ha én rózsa volnék                     | Bródy János                    |
| Csak egy nap az élet                   | Bródy János                    |
| Földvár felé félúton                   | Bródy János                    |
| Szörényi Levente: Az utcán             | Bródy János                    |
| Micimackó                              | mindenki                       |

## DVD-extrák
A koncert DVD-kiadásán a következő extrák szerepeltek:
- „Álmodom” – Kiállítás a Komédiumban 2006. április
- Krónikásénekek – részletek a 2002. december 7-i BKK koncertből
  1. Filléres emlékeim
  2. Mama kérlek
  3. Személyi igazolvány
  4. K. Kata balladája
  5. Egy hétig tart
- Klipek a múlt századból
  1. A fiam + a lányom (1989)
  2. Tangó lemondó (1994)
  3. Mit tehetnék érted (1994)
  4. Haggyá’ má’ békibe’ (1994)
  5. Véletlen találkozás (1994)
  6. Santa Monica (1994)
  7. Művészbejáró (1994)
  8. A földön járj (1994)